# 白馬五竜高山植物園
白馬五竜高山植物園（はくばごりゅうこうざんしょくぶつえん、英語: Hakuba Goryu Alpine Botanical Garden）は、長野県白馬村にある高山植物園である。白馬五竜スキー場のアルプス平ゲレンデのパノラマコースを利用している。
植物園の周辺は高山帯ではないものの地質環境の影響で高山植物がみられるが、2000年に白馬五竜高山植物園が開業したことにより、高山植物の観察がしやすくなった。

## 沿革
- 2000年 - 地域の方々と共に、アルプス平ゲレンデに高山植物の植栽を始める。
- 2003年 - 「五竜アルプス山野草園」開園。
- 2007年 - ロックガーデン「白馬連峰高山植物生態園」の造成に着手。
- 2009年 - ロックガーデン「白馬連峰高山植物生態園」に植物の植栽を開始。
- 2010年 - 学術的な意味合いを濃くし、国際的に通じる植物園を目指し「五竜アルプス山野草園」から「白馬五竜高山植物園」へと名称変更。
- 2013年 - 長野県初の「日本植物園協会加盟」の植物園となる。
- 2015年 - エスカルプラザ前の「エスカルガーデン」がオープン 。
- 2016年 - 「（公社）日本植物園協会の第51回大会・総会」を白馬五竜高山植物園にて開催。